# Comité pontifical des sciences historiques
Le Comité pontifical des sciences historiques est un organisme de la Curie romaine fondé le 7 avril 1954, par décision du pape Pie XII.

## Histoire
Une commission cardinalice pour l’étude des sciences historiques est mise en place par le pape Léon XIII dans sa lettre apostolique Saepenumero considerantes du 18 août 1883 alors que les sociétés catholiques sont affectées par la crise moderniste.
Cette commission est transformée le 7 avril 1954 en Comité pontifical des sciences historiques par le pape Pie XII qui décide d'établir formellement cet organisme du Saint-Siège.
Cette commission avait initialement pour mandat de contribuer au développement des sciences historiques, en particulier lorsque les Archives secrètes du Vatican furent ouvertes aux chercheurs en 1881 afin de répondre à une historiographie hostile au christianisme. Elle prend pour modèle le Comité international des sciences historiques (CISH) fondé en 1926 à Genève et est rattachée à cet organisme en 1938.

## Travaux
Les travaux du comité se caractérisent par l'attention portée aux archives de l'Église, en particulier celles du Vatican.
Le comité coopère avec des organisations et institutions internes ou externes à l'Église.

## Présidents successifs
- Pio Paschini (1954 - 1962)
- Michele Maccarrone (1963 - 1989)
- Victor Saxer (1989 - 1998)
- Walter Brandmüller (1998 - 2009)
- Bernard Ardura, O. Praem. (2009-2023)
- Marek Inglot (depuis le 14 septembre 2023)

## Membres notables
- Philippe Chenaux[2]
- Enrico dal Covolo (it)
- Johannes Helmrath (de)
- Emília Hrabovec (sk)
- Elisabeth Kieven (de)
- Werner Maleczek (de)
- Gert Melville[2]

### Membres défunts
- Alfons Maria Stickler
- Hubert Jedin
- Pierre Blet

## Source
- (it) Cet article est partiellement ou en totalité issu de l’article de Wikipédia en italien intitulé « Pontificio comitato di scienze storiche » (voir la liste des auteurs).